# Jean-Étienne Portalis
Jean-Étienne Portalis (Lo Baucet, Var, Provença 1746 - París 1807) fou un jurista francès. Com a advocat, defensà els drets dels protestants i l'escriptor Pierre-Augustin Caron de Beaumarchais, alhora que va obtenir una sentència de divorci per a l'esposa de Honoré Gabriel Riqueti de Mirabeau, cosa que li va guanyar la seva enemistat.
Tingué una important intervenció moderada en la Revolució Francesa quan el 1796 fou nomenat president del Consell dels Cinc-Cents, raó per la qual fou considerat un enemic del Directori francès, havent de fugir cap a Suïssa i Holstein (Alemanya). Tornà posteriorment per ocupar un càrrec al Conseil d'État i en la redacció del Codi de Napoleó amb Jean-Jacques de Cambàceres, Félix Julien Jean Bigot de Preameneu, François Denis Tronchet i Jacques de Maleville on defensà el dret escrit i les institucions occitanes. Col·laborà activament amb Napoleó Bonaparte, amb qui fou ministre de cultes el 1804.

## Obres
- De l'Usage et de l'abus de l'esprit philosophique durant le XVIIIe siècle (2 volumes, 1820)
- Écrits et discours juridiques et politiques, Aix-en-Provence : Presses universitaires d'Aix-Marseille, 1988
- Discours préliminaire au premier projet de Code civil édité aux éditions confluences et paru le 22 décembre 1998